# Wilfrid Hamel
Pour les articles homonymes, voir Hamel.
Wilfrid Hamel (L'Ancienne-Lorette, 16 juillet 1895 - Québec, 31 décembre 1968), est un homme politique québécois. Il est ministre au sein du deuxième gouvernement d'Adélard Godbout et maire de Québec de 1953 à 1965.

## Biographie
Antoine-Wilfrid Hamel est le fils d'un couple de cultivateurs établis à L'Ancienne-Lorette, Edmond Hamel et de son épouse Marie-Élise-Mathilde Paradis. Il fait ses études à L'Académie commerciale de Québec de 1910 à 1913 et travaille ensuite comme comptable au bureau Maranda et Labrecque. Il est actionnaire et directeur de cette entreprise de 1925 à 1941 et s'implique dans différents organismes comme la Société Saint-Vincent-de-Paul ou bien les Chevaliers de Colomb. De 1940 à 1942, il est marguillier de la paroisse Sacré-Cœur-de-Jésus.
Il se lance en politique lors de l'élection québécoise de 1936 comme candidat libéral dans Saint-Sauveur. Il essuie une défaite contre l'unioniste Pierre Bertrand. Il parvient cependant à se faire élire en 1939. Le 8 novembre 1939, il est assermenté ministre d'État au sein du deuxième gouvernement d'Adélard Godbout. Il est ministre des Terres et Forêts du 5 novembre 1942 au 30 août 1944. Il est réélu député à l'élection de 1944. Il perd en 1948, et retente sa chance en 1952, sans succès. Pendant ce temps, il collabore à titre d'organisation pour le Parti libéral du Canada dans la région.
Le 15 décembre 1953, il est élu maire de Québec à la suite d'un scrutin ayant nécessité un recomptage judiciaire tant il était serré (462 voix d'avance sur Raymond Cossette, principal adversaire).
Il se retire le 1er décembre 1965. Il décède trois ans plus tard, le 31 décembre 1968 et est inhumé à L'Ancienne-Lorette le 4 janvier 1969.

### Hydro-Québec
Le 23 mars 1944, Hamel présente le projet de loi 17 créant Hydro-Québec (la Commission hydroélectrique de la province de Québec). Faisant suite à l'une des promesses électorales du Parti libéral de 1939, ce projet de loi comportait trois volets principaux : la nationalisation de la Montreal Light, Heat and Power (et de sa filiale, la Beauharnois Light, Heat and Power), la création d'Hydro-Québec (chargée alors de fournir l'île de Montréal en électricité et en gaz) et l'adoption d'une politique d'électrification rurale de 10 000 000 $ par année.
Cette loi marque une étape importante dans un long débat entre les pourfendeurs des monopoles privés d'électricité (comme le Dr Philippe Hamel) et leurs défenseurs (comme le premier ministre Louis-Alexandre Taschereau). La nationalisation de l'hydroélectricité avait été suggérée à partir de 1929, puis s'était retrouvée propulsée sur la scène politique à partir de 1933 dans le Programme de restauration sociale de l'Église catholique et par les travaux de la Commission de l'électricité de 1934. Cette question avait semblé pouvoir se régler lorsque l'Union nationale de Maurice Duplessis avait ajouté la nationalisation à son programme électoral en 1936. Cependant, elle fut de nouveau mise à l'écart à partir de 1937, en faveur de mesures plus modérées qui ne remettaient pas en question le monopole des entreprises privées d'hydroélectricité.
Malgré l'opposition des députés de l'Union nationale et d'un libéral, le projet de loi est adopté le 14 avril 1944.

## Hommages
- En 1958, il reçoit un doctorat honoris causa en sciences commerciales de l'Université Laval.
- Le boulevard Wilfrid-Hamel est nommé en son honneur le 17 septembre 1943 dans la ville de Vanier, le 1er août 1960 dans la ville de Duberger et le 16 mars 1964 dans la ville des Saules.